# Mãe Ana de Xangô
Ana Verônica Bispo dos Santos, Ana de Xangô 53 anos é a sexta ialorixá do Ilê Axé Opô Afonjá em Salvador, Bahia. Iniciada no candomblé com 23 anos por Mãe Stella de Oxóssi, é pedagoga e tinha como cargo anterior ao de ialorixá: Otum Ogalá (Substituta da responsável por cantar cânticos do Candomblé)

## Sucessão
No dia 28 de dezembro de 2019, após um ano de luto o jogo de Ifá foi realizado por Balbino Daniel de Paula, Ana de Xangô foi escolhida como nova líder religiosa do terreiro. Mãe Ana foi iniciada no candomblé por Mãe Stella no próprio Ilê Axé Opô Afonjá.
Tomou posse do Terreiro Ilê Axé Opô Afonjá no dia 16 de junho de 2022. 